# Карапузики продолговатые
Карапузики продолговатые (лат. Teretrius) — род жуков из семейства жуков-карапузиков.

## Описание
Переднегрудь на основании с угловидной вырезкой, в которую заходит выступ среднегруди. Тело цилиндрической формы, вальковатое.

## Экология
Представители рода — хищники, питаясь другими насекомыми. Жуки живут под корой и в древесине в ходах в норки других насекомых.

## Систематика
Виды рода:
- Teretrius accaciae Reitter, 1900
- Teretrius americanus LeConte, 1860
- Teretrius corticalis Wollaston, 1867
- Teretrius cylindrellus Casey, 1916
- Teretrius fabricii Mazur, 1972
- Teretrius latebricola Lewis, 1901
- Teretrius levatus Horn, 1894
- Teretrius minutus Casey, 1916
- Teretrius montanus Horn, 1880
- Teretrius mozambicus Marseul, 1856
- Teretrius obliquulus LeConte, 1857
- Teretrius placitus Horn, 1880
- Teretrius pulex
- Teretrius punctulatus